# Herman Potočnik

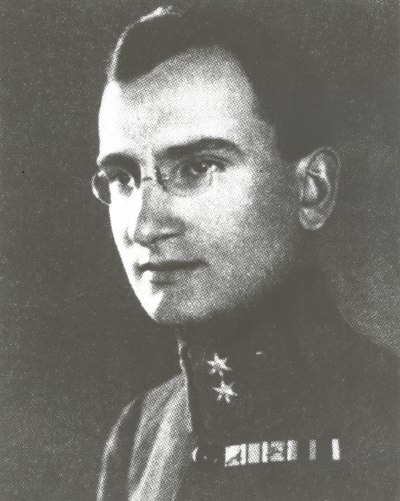
Hermann Potočnik als k.u.k. Oberleutnant

Herman(n) Potočnik (auch unter dem Pseudonym Hermann Noordung bekannt; * 22. Dezember 1892 in Pola, Markgrafschaft Istrien, Österreich; † 27. August 1929 in Wien, Österreich) war ein österreichischer Offizier, Elektrotechniker und Raumfahrttheoretiker. Er gilt als Pionier und Visionär der modernen Raumfahrt.

## Leben
Potočnik wurde 1892 in Pola (heute Pula, Kroatien) geboren und war eines von vier Kindern österreichischer Eltern slowenischer Ethnizität. Er wuchs nach dem Tod seines Vaters, ein Marinestabsarzt, 1894 in Marburg im damaligen Herzogtum Steiermark auf. Er absolvierte die Schule an verschiedenen Orten der damaligen Donaumonarchie: fünf Jahre Volksschule in Marburg (heute Maribor, Slowenien), vier Jahre Militär-Unterrealschule in Fischau (Niederösterreich) und drei Jahre Militär-Oberrealschule in Mährisch Weißkirchen (heute Hranice na Moravě, Tschechische Republik). 1910 legte Potočnik die Reifeprüfung an der Staatsrealschule in Prossnitz (heute Prostějov, Tschechische Republik) ab. Von 1910 bis 1913 studierte er an der Technischen Militärakademie im niederösterreichischen Mödling bei Wien und schloss sie im Rang eines Ingenieurs und Leutnants ab. Er war auf Brücken- und Eisenbahnbau spezialisiert.
Im Ersten Weltkrieg diente er in Galizien, Serbien und Bosnien und wurde 1915 zum Oberleutnant befördert. Nach dem Krieg wurde er 1919 – schon im Rang eines Hauptmanns – vom neuen österreichischen Staat wegen einer Tuberkuloseerkrankung  in den Ruhestand versetzt. Er begann ein Studium der Elektrotechnik und des Maschinenbaus an der Technischen Hochschule Wien. Als Ingenieur widmete er sich ab 1925 ausschließlich der Raketen- und Raumfahrttechnik. Aufgrund seiner chronischen Krankheit blieb er unverheiratet und ohne Arbeitsstelle; er lebte bei seinem Bruder Adolf in Wien.

Rotierende radförmige Raumstation, Entwurf von Herman Potočnik

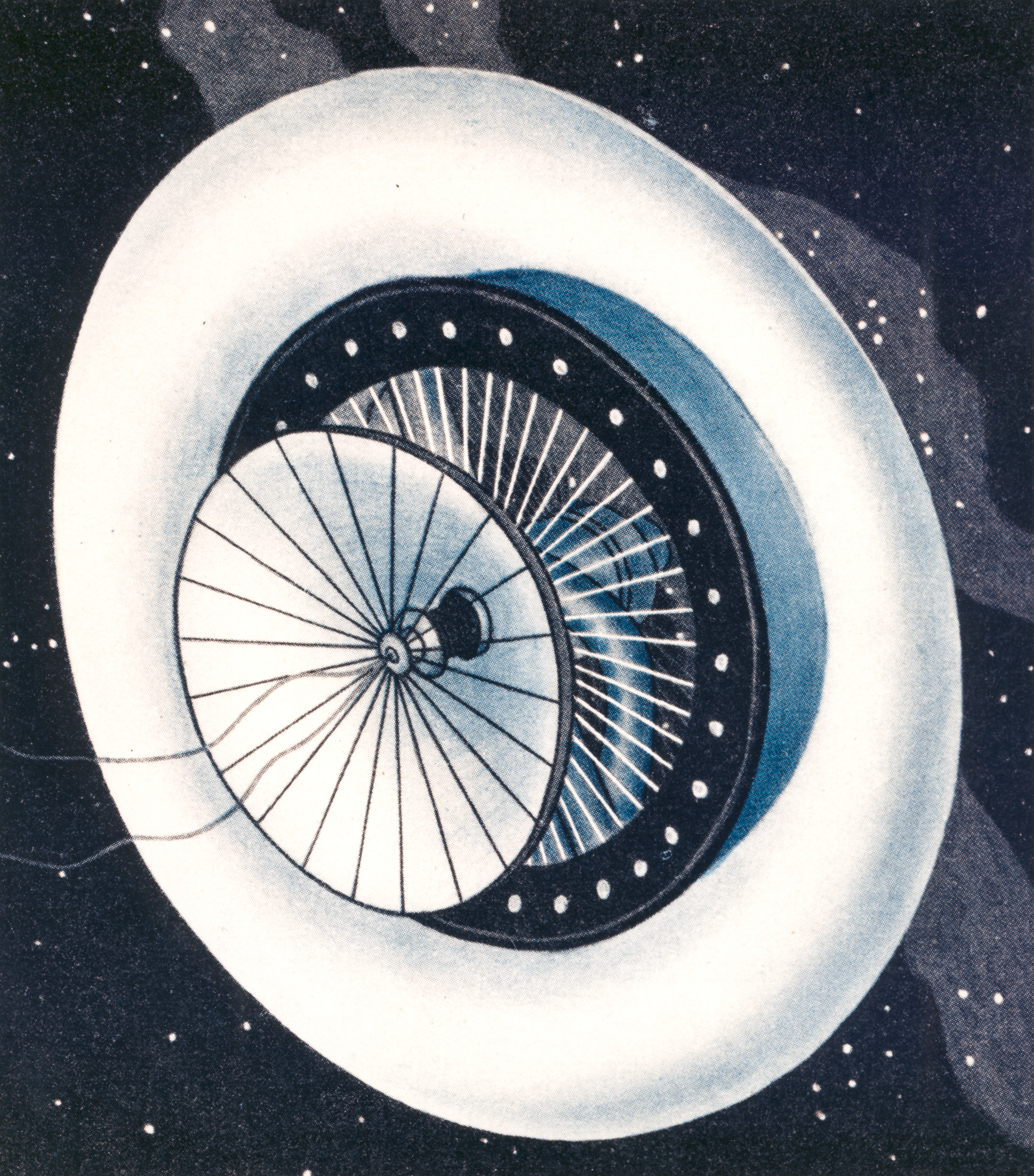
Das „Wohnrad“, Teil des dreiteiligen Raumstation-Entwurfs

Ende 1928 veröffentlichte Potočnik unter dem Pseudonym Hermann Noordung sein einziges Buch, Das Problem der Befahrung des Weltraums – Der Raketenmotor, das sein Berliner Verleger Richard Carl Schmidt mit dem offiziellen Erscheinungsjahr 1929 drucken ließ. Auf 188 Seiten und mit 100 Abbildungen machte Potočnik Vorschläge zur Realisierung von Raumstationen und geostationären Satelliten. Detailliert beschrieb er die aus drei Modulen bestehende Raumstation: das „Wohnrad“, das zur Erzeugung künstlicher Schwerkraft permanent rotieren sollte, ein Kraftwerk, das über Parabolspiegel Energie aus der Sonnenstrahlung gewinnen sollte, und ein Observatorium. Die drei Teile sollten über Kabel verbunden sein.
Potočniks hatte 1929 die Idee eines so genannten „stehenden Satelliten“ in etwa 36.000 km  Höhe, der ständig über einem bestimmten Punkt der Erde zu sehen ist. Dies wurde später in Form der Telekommunikations- und Wettersatelliten in der geosynchronen Umlaufbahn verwirklicht.
1935 wurde das Buch ins Russische, 1986 ins Slowenische und 1995 von der NASA ins Englische übersetzt.
Potočniks Ideen wurden erstmals vom Verein für Raumschiffahrt (VfR) aufgegriffen, dessen Mitglied Wernher von Braun 1952 ein Konzept für eine Raumstation veröffentlichte. Im zeitgenössischen Wiener Umfeld des Autors wurde das Buch hingegen als Phantasterei abgetan.
Potočnik starb 1929 völlig verarmt im Alter von 36 Jahren an Lungenentzündung in Wien. Er wurde am evangelischen Teil des Wiener Zentralfriedhof bestattet. Seine Todesanzeige, die in Zeitungen in Maribor erschien, würdigte seine militärischen und akademischen Grade, nicht jedoch seine Arbeiten über Raumfahrt.
Im September 2012 wurde im slowenischen Vitanje (Weitenstein) in der Untersteiermark (Štajerska), wo Potočniks Großeltern gelebt hatten, mit Hilfe der EU und des Kulturministeriums Sloweniens als Kunstprojekt ein Kulturzentrum für europäische Raumfahrttechnologien (KSEVT) eröffnet, das sich mit kulturellen Fragen der Raumfahrt beschäftigen soll. Die Architektur des Gebäudes ist der ersten Raumstation nachempfunden, die ein Mensch erdacht hatte, zu einer Zeit, in der die Eroberung des Alls noch ein Gedankenexperiment war.

## Würdigung
- Anlässlich seines 100. Geburtstags wurde von der Österreichischen Post im Jahr 1992 eine Sonderbriefmarke aufgelegt.[8]
- Der Asteroid (19612) Noordung wurde am 2. April 2007 nach ihm (bzw. seinem Pseudonym) benannt.

## Schriften
- Das Problem der Befahrung des Weltraums. Der Raketen-Motor. R. C. Schmidt & Co., Berlin 1929 (online auf dlib.si). Nachdruck: Turia und Kant, Wien 1993, ISBN 3-85132-060-3 (Englische Übersetzung online auf nasa.gov).